# Daniel (Berg)
Der Berg Daniel ist mit einer Höhe von 2340 m ü. A. der höchste Gipfel der Ammergauer Alpen, einer Gruppe der Nördlichen Kalkalpen. Er liegt im Bezirk Reutte des österreichischen Bundeslands Tirol, nördlich oberhalb der Ortschaften Ehrwald und Lermoos. Seine Nordwand ist rund 200 m hoch. Die Südwand hat eher einen schrofigen Charakter. Mit der fast gleich hohen Upsspitze (2332 m) bildet er einen Doppelgipfel. Ein benachbarter Gipfel im Nordwesten ist die Hochschrutte mit 2247 m Höhe.

## Besteigung
Der Gipfel ist mit einer leichten Bergtour von Süden zu erreichen, wobei lediglich der Gipfelgrat von der Upsspitze zum Daniel erhöhte Trittsicherheit erfordert. Der Aufstieg von Lermoos über die Tuftlalm und Upsspitze zum Daniel dauert laut Literatur etwa 4 Stunden. Der Abstieg über die Upsspitze, den Grünen Ups (einen Aussichtspunkt) und die Tuftlalm nach Lermoos ist in etwa 2,5 Stunden zu schaffen.

## Bilder

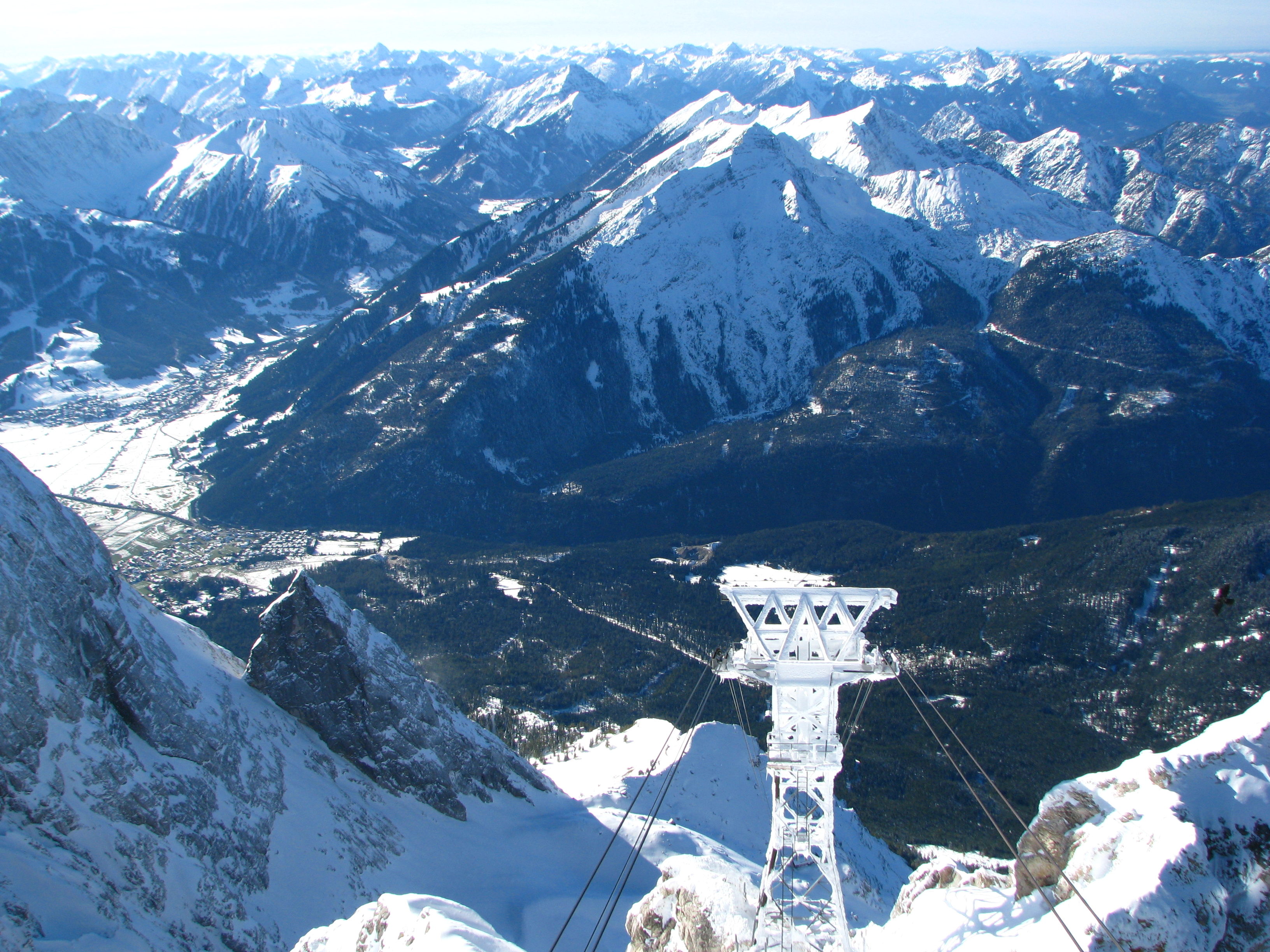
Daniel von der Zugspitze
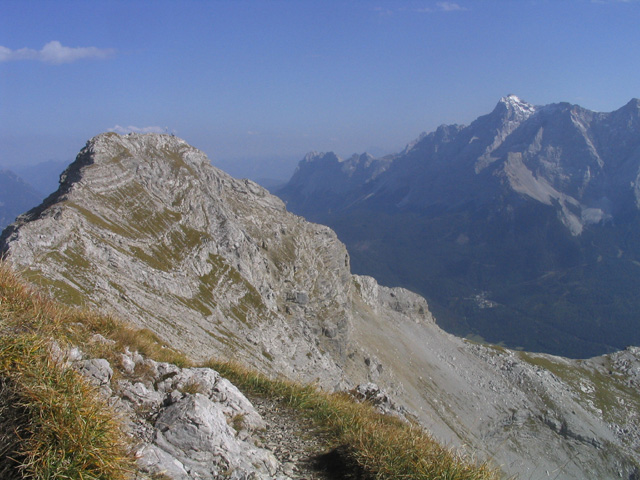
Daniel von der Upsspitze
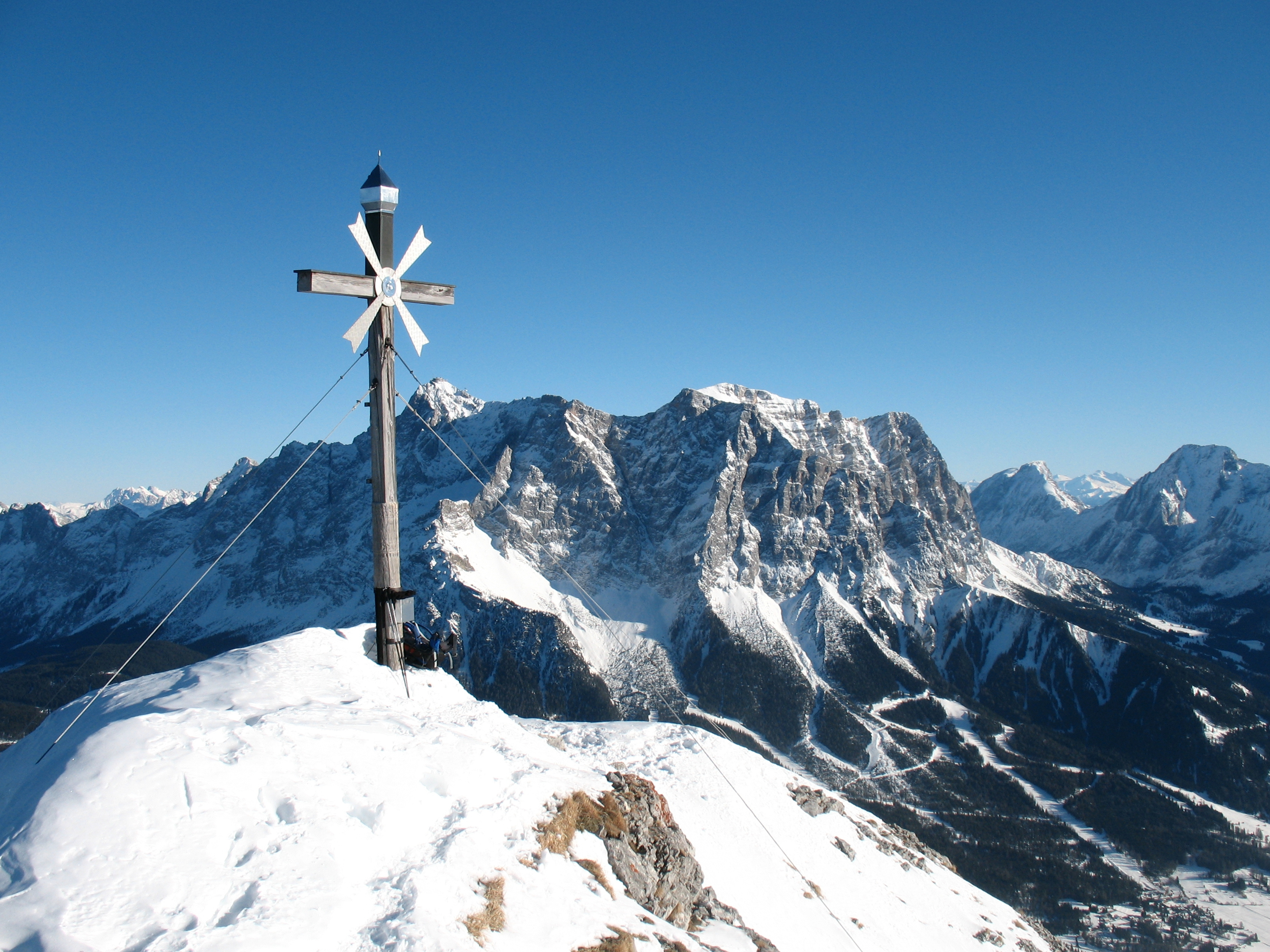
Gipfelkreuz
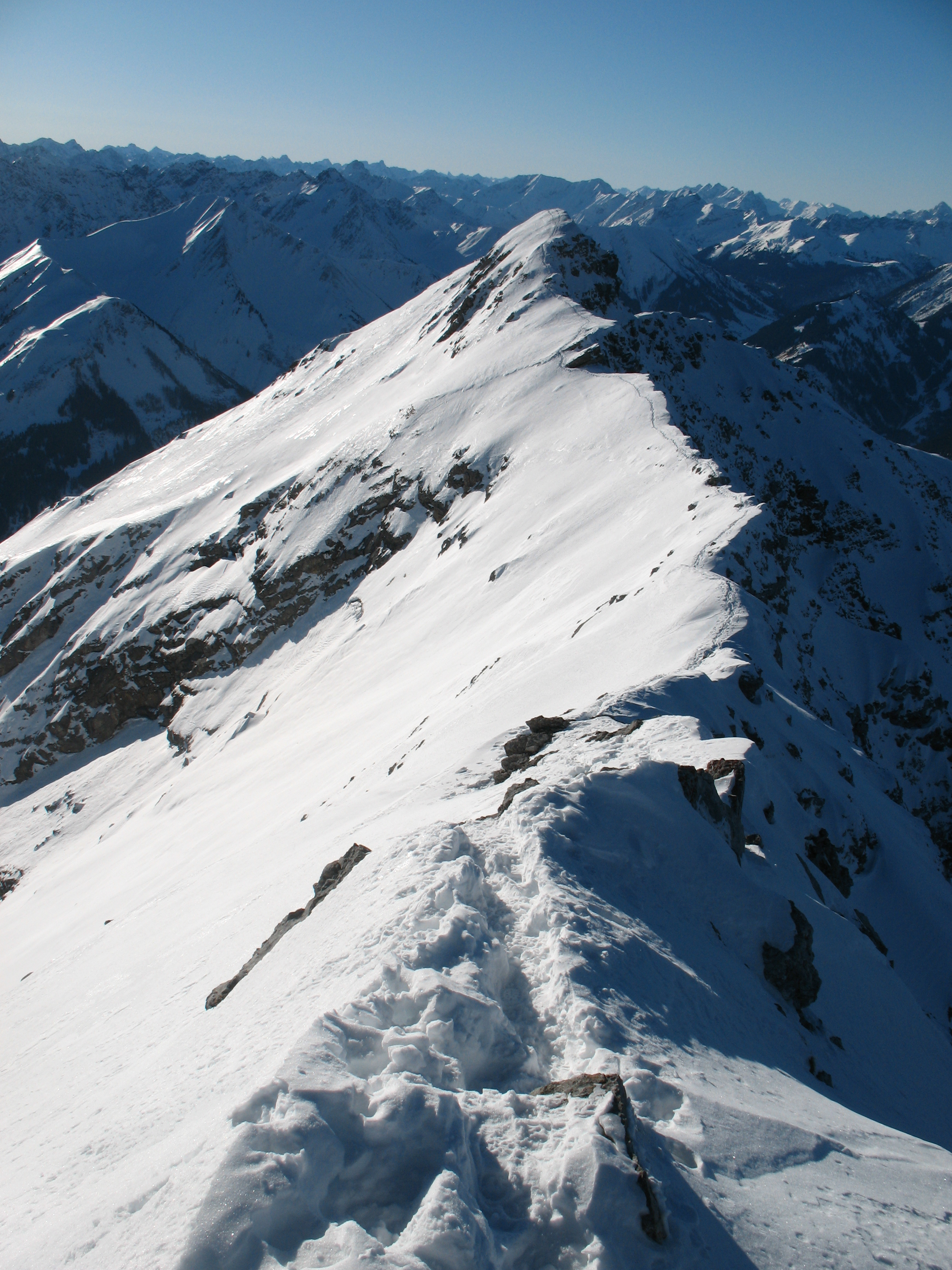
Upsspitze vom Daniel
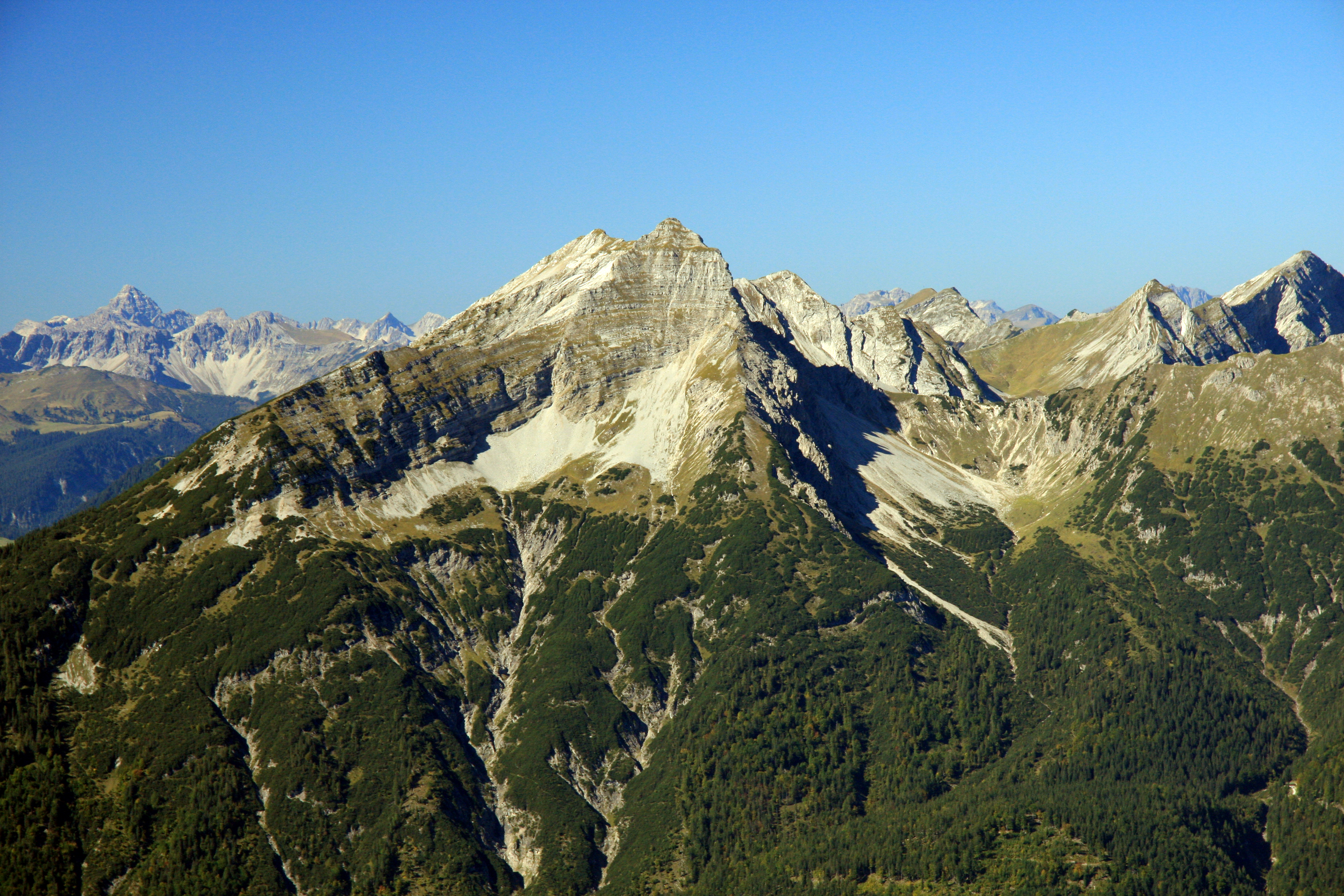
Daniel vom Riffeltorkopf
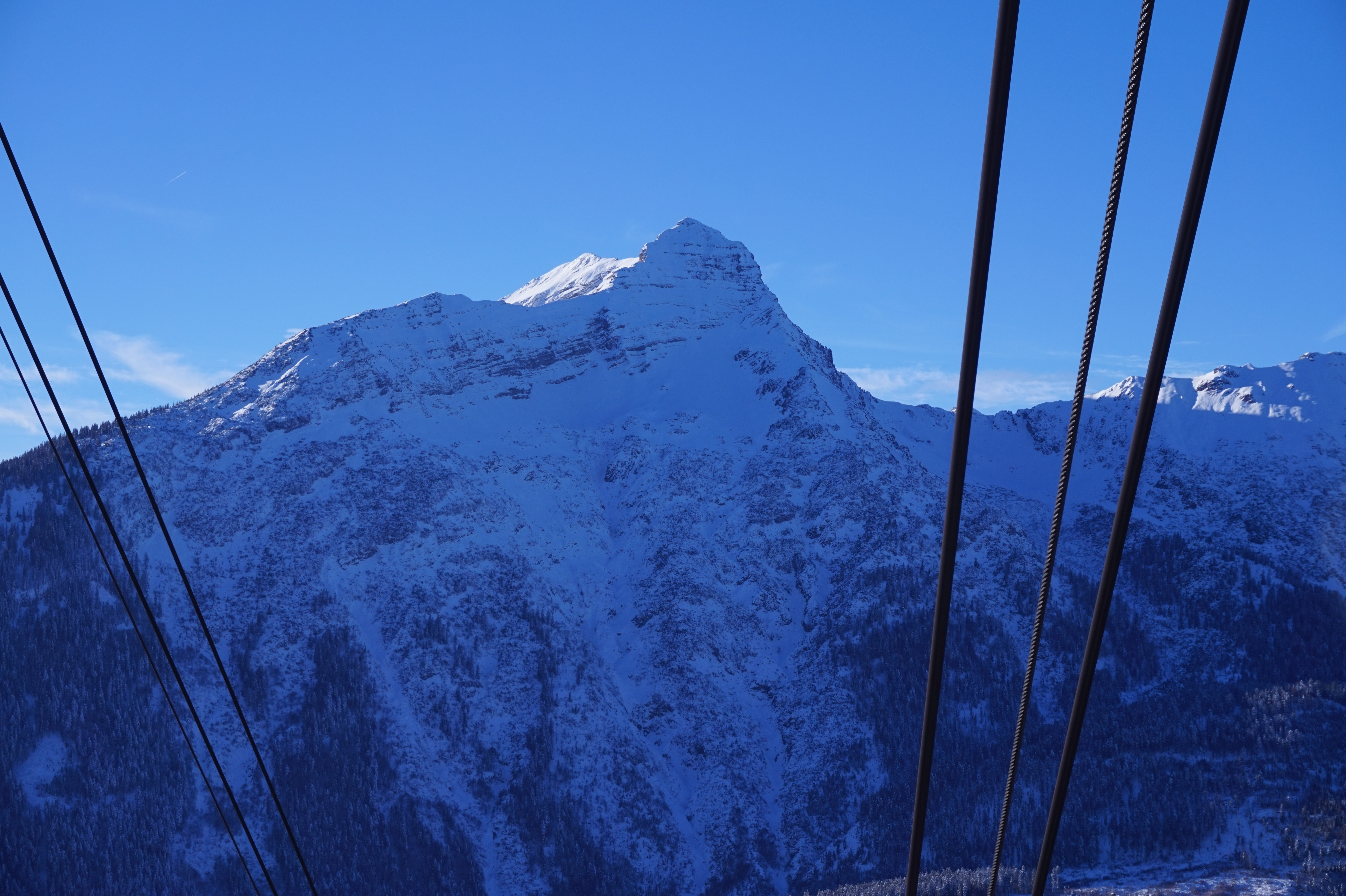
Daniel von der Tiroler Zugspitzbahn